# 크리스치앙 코헤아 지오니지우
크리스치앙 코헤아 지오니지우 (1975년 4월 23일 ~ )는 브라질의 전 축구 선수이다.

## 통계
| 브라질 | 브라질 | 브라질 |
| 연도   | 출전   | 골     |
| ------ | ------ | ------ |
| 1997   | 2      | 0      |
| 1998   | 2      | 0      |
| 1999   | 6      | 0      |
| 2000   | 0      | 0      |
| 2001   | 1      | 0      |
| 합계   | 11     | 0      |